# Fantasy-Jahr 1995
Übersicht

◄◄ | ◄ | 1991 | 1992 | 1993 | 1994 | Fantasy-Jahr 1995 | 1996 | 1997 | 1998 | 1999 | ► | ►►

Weitere Ereignisse

## Ereignisse
- 9. Fantasy Filmfest 26. Juli – 30. August für jeweils eine Woche in den Städten München, Berlin, Frankfurt, Hamburg, Köln sowie erstmals auch in Essen